# جیان مارکو کرسپی
جیان مارکو کرسپی (انگلیسی: Gian Marco Crespi؛ زادهٔ ۲۸ ژوئن ۲۰۰۱) بازیکن فوتبال است.
از باشگاه‌هایی که در آن بازی کرده‌است می‌توان به باشگاه فوتبال اودینزه اشاره کرد.